# Saint-Laurent-d'Agny
Saint-Laurent-d'Agny és un municipi francès situat al departament del Roine i a la regió d'Alvèrnia-Roine-Alps. L'any 2007 tenia 1.991 habitants.

## Demografia

### Població
El 2007 la població de fet de Saint-Laurent-d'Agny era de 1.991 persones. Hi havia 682 famílies de les quals 108 eren unipersonals (46 homes vivint sols i 62 dones vivint soles), 200 parelles sense fills, 349 parelles amb fills i 25 famílies monoparentals amb fills.
La població ha evolucionat segons el següent gràfic:
Habitants censats

### Habitatges
El 2007 hi havia 749 habitatges, 690 eren l'habitatge principal de la família, 23 eren segones residències i 36 estaven desocupats. 690 eren cases i 56 eren apartaments. Dels 690 habitatges principals, 568 estaven ocupats pels seus propietaris, 115 estaven llogats i ocupats pels llogaters i 6 estaven cedits a títol gratuït; 8 tenien una cambra, 30 en tenien dues, 75 en tenien tres, 133 en tenien quatre i 444 en tenien cinc o més. 573 habitatges disposaven pel capbaix d'una plaça de pàrquing. A 240 habitatges hi havia un automòbil i a 420 n'hi havia dos o més.

### Piràmide de població
La piràmide de població per edats i sexe el 2009 era:
| Homes | Edats   | Dones |
| ----- | ------- | ----- |
| 0     | 95 o +  | 0     |
| 0     | 90 a 94 | 4     |
| 0     | 85 a 89 | 12    |
| 8     | 80 a 84 | 4     |
| 12    | 75 a 79 | 20    |
| 28    | 70 a 74 | 28    |
| 48    | 65 a 69 | 24    |
| 28    | 60 a 64 | 32    |
| 28    | 55 a 59 | 20    |
| 88    | 50 a 54 | 64    |
| 72    | 45 a 49 | 60    |
| 80    | 40 a 44 | 88    |
| 64    | 35 a 39 | 84    |
| 68    | 30 a 34 | 60    |
| 44    | 25 a 29 | 52    |
| 28    | 20 a 24 | 24    |
| 80    | 15 a 19 | 88    |
| 88    | 10 a 14 | 104   |
| 84    | 5 a 9   | 52    |
| 48    | 0 a 4   | 76    |

## Economia
El 2007 la població en edat de treballar era de 1.296 persones, 966 eren actives i 330 eren inactives. De les 966 persones actives 904 estaven ocupades (473 homes i 431 dones) i 61 estaven aturades (22 homes i 39 dones). De les 330 persones inactives 88 estaven jubilades, 152 estaven estudiant i 90 estaven classificades com a «altres inactius».

### Ingressos
El 2009 a Saint-Laurent-d'Agny hi havia 729 unitats fiscals que integraven 2.072 persones, la mediana anual d'ingressos fiscals per persona era de 24.164 €.

### Activitats econòmiques
Dels 82 establiments que hi havia el 2007, 1 era d'una empresa extractiva, 2 d'empreses alimentàries, 1 d'una empresa de fabricació de material elèctric, 7 d'empreses de fabricació d'altres productes industrials, 18 d'empreses de construcció, 12 d'empreses de comerç i reparació d'automòbils, 5 d'empreses de transport, 5 d'empreses d'hostatgeria i restauració, 6 d'empreses financeres, 4 d'empreses immobiliàries, 17 d'empreses de serveis, 2 d'entitats de l'administració pública i 2 d'empreses classificades com a «altres activitats de serveis».
Dels 26 establiments de servei als particulars que hi havia el 2009, 1 era una oficina de correu, 3 tallers de reparació d'automòbils i de material agrícola, 1 paleta, 1 guixaire pintor, 6 fusteries, 3 lampisteries, 4 electricistes, 1 empresa de construcció, 2 perruqueries, 2 restaurants i 2 agències immobiliàries.
Dels 3 establiments comercials que hi havia el 2009, 1 era una fleca, 1 una carnisseria i 1 una botiga de mobles.
L'any 2000 a Saint-Laurent-d'Agny hi havia 23 explotacions agrícoles que ocupaven un total de 357 hectàrees.

## Equipaments sanitaris i escolars
El 2009 hi havia 1 escola maternal i 1 escola elemental.

## Poblacions més properes
El següent diagrama mostra les poblacions més properes.